# 자기 철심

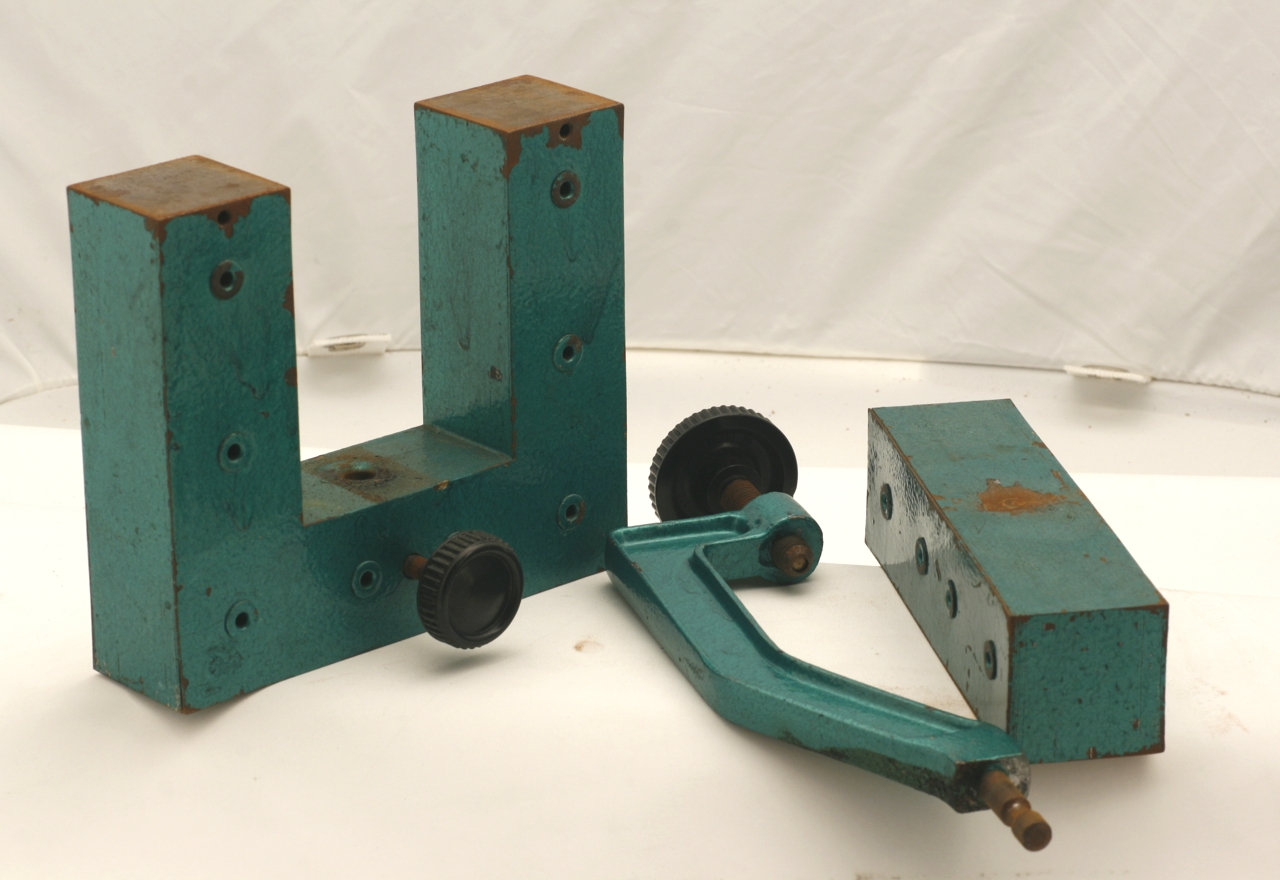

자기 철심(magnetic core)은 높은 투자율을 갖는 강자성체의 하나로 변압기, 전동기, 인덕터 및 자기 조립 등과 같은 전기적, `전기전자 또는 자성 장치에서 자기장의 범위를 제한하기 위해 사용되는 장치이다. 이것은 철과 같은 강자성 물질이나 아철산염과 같은 강자성 화합물로 만들어진다. 주변 공기에 비해 상대적으로 높은 투자율은 자기 철심 재료 안에서 자기장선이 모일 수 있도록 해준다. 자기장은 주로 전류가 흐르는 자기 철심 주위의 철사의 코일에 의해 만들어진다. 자기 철심을 써서 코일의 자기장의 세기를 높이는 방법은 수 천가지나 존재한다.
자기 철심을 사용하면 힘을 집중시킬 수 있고 전류와 영구 자석에 의해 생기는 자기장의 효과를 증가시킬 수 있다. 장치의 성질은 다음과 같은 요인에 따라 달라진다.
- 자기 철심의 모양
- 자기 회로 안의 공기 간격의 총량
- 자기 철심 재료의 특성(특히 투자율과 히스테리시스)
- 자기 철심의 온도
- 맴돌이 전류를 줄이기 위해 자기 철심을 여러 겹으로 만들었는가

## 같이 보기
- 자기코어 메모리